# Louis-Gabriel Guillemain
Louis-Gabriel Guillemain (* 5. November 1705 in Paris; † 1. Oktober 1770 ebenda) war ein französischer Komponist und Violinist.

## Leben
Louis-Gabriel Guillemain war ein Zögling des Herzogs von Mortemart, Graf Jean-Baptiste de Rochechouart (1682–1747), in diesem Umfeld erhielt Guillemain ersten Violin- und Musikunterricht. Auf einer längeren Italienreise konnte er seine Kenntnisse erweitern. Guillemain wurde Schüler der bekannten Violinisten Giovanni Battista Somis und Jean-Marie Leclair.
Ab 1729 war er Orchestermitglied an der Oper von Lyon, 1734 wurde er Konzertmeister der königlichen Akademie in Dijon. In der Folgezeit reiste er nach Paris, hier war er in vielen Bereichen der Musik aktiv, sowohl als Komponist und als Violinist. 1759 trat er als Violinist in den königlichen Dienst ein. Im Laufe seines Lebens erlangte er wichtige Stellungen am Hofe von Versailles. Offensichtlich von erdrückenden Schulden in die Enge getrieben, nahm er sich auf der Fahrt von Paris nach Versailles bei Chaville mit 14 Messerstichen das Leben.
Der Zeitgenosse Louis-Claude Daquin schrieb in seinem Brief über berühmte Personen: „Wenn man von einem Mann voll von Genialität, Lebhaftigkeit und Feuer spricht, kommt man nicht umhin, den königlichen Violinisten Mr. Guillemain zu erwähnen. Seine Hand ist sprudelnd und kann von keiner Schwierigkeit gebremst werden. Dieser fantastische Künstler ist einer der fruchtbarsten unter den großen Meistern, seine Werke sind pikant und voller Schönheit.“

## Werke

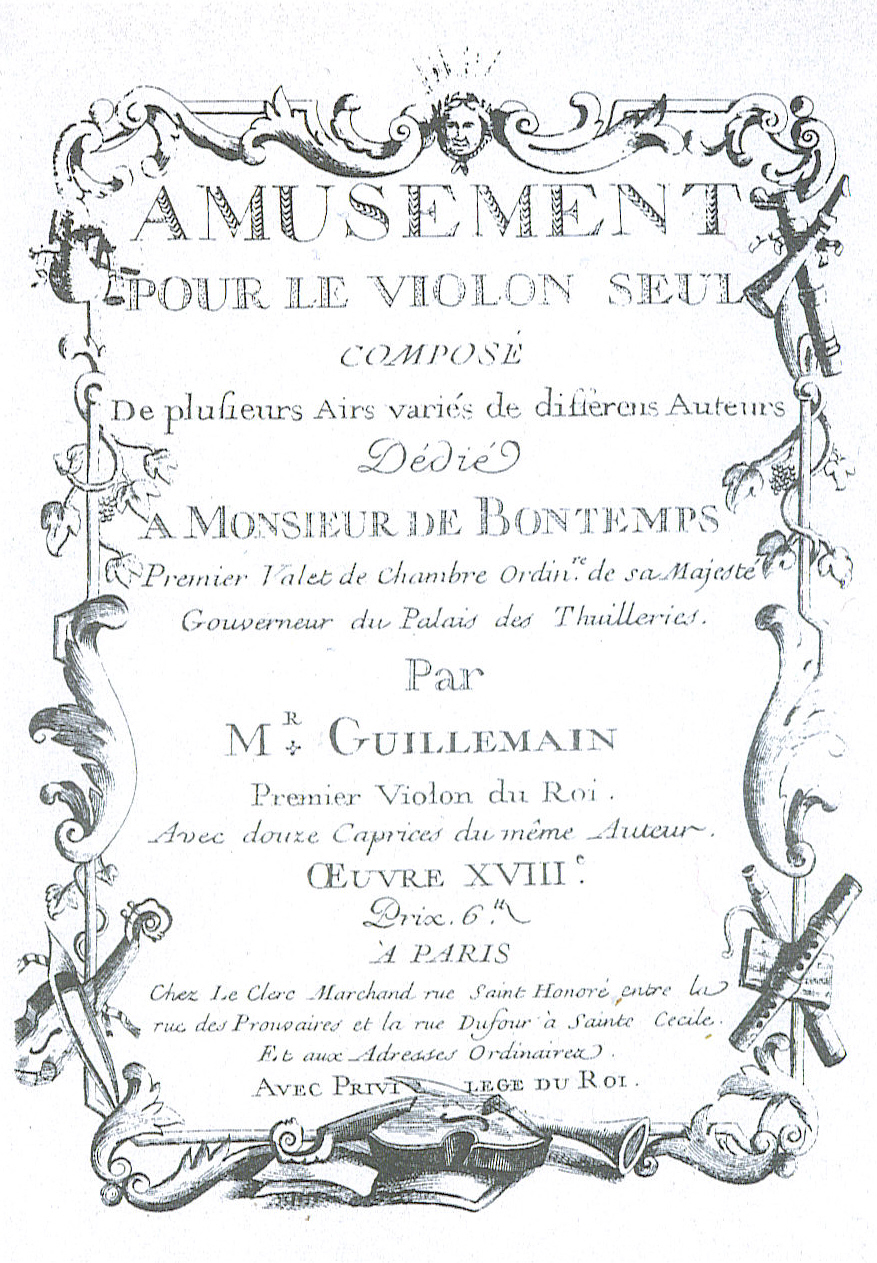
Titelblatt des „Amusement“ Op. 18

- 12 Triosonaten für Violinen oder Flöten (undatiert)
- 1734: Premier livre de Sonates für Violine und B. c. op. 1
- 1739: XII sonates en trio pour les violons et flûtes op. 2
- 1739: Deuxième livre de Sonates für Violine und B. c. op. 3
- 1739: VI Sonates für 2 Violinen ohne Bass op. 4
- 1739: Deuxième livre de sonates für 2 Violinen oder Flöten op. 5
- 1740: 6 Symphonies en trio im italienischen Stil op. 6
- 1740: Six Concertinos à quatre parties für 2 Violinen, Bratsche und B. c. op. 7
- 1740: Premier amusement à la mode pour 2 violons ou flûte et basse continue op. 8
- ca. 1741: Pièces für 2 Violinen/Flöten/Musetten/Vièles op. 9, verloren
- 1741: Six Sonates en trio für Violinen oder Flöten und B. c. op. 10
- 1742: Troisième livre de Sonates für Violine und B. c. op. 11
- 1743: Six Sonates en quatuor ou conversations galantes et amusantes entre une flûte traversière, un violon, une basse de viole et un violoncelle op. 12
- 1745: Pièces de clavecin en Sonates avec violon op. 13
- 1748: La Cabale sur un livret de Saint-Foix, comédie épisodique, Uraufführung am 11. Januar 1749 an der Comédie-Italienne in Paris
- 1748: Triosonaten Second livre de symphonies dans le goût italien op. 14
- 1751: Divertissements de symphonies en trio op. 15 (der Marquise de Pompadour gewidmet)
- 1752: Symphonies d’un goût nouveau en forme de concerto pour les Musettes, vielles, flûtes ou hautbois (Konzertante Sinfonien nach modernem Geschmack für Dudelsack, Drehleiern, Flöten oder Oboen) op. 16, verloren
- 1756: Second Livre de Sonates en quatuor ou conversations für Flöte, Violine, Viola da Gamba und B. c. op. 17
- 1762: Amusement pour le violon seul accompagné de plusieurs airs variés de différents auteurs ... avec douze Caprices op. 18